# Castéras
Pour les articles homonymes, voir Castéra.
Castéras est une commune française, située dans le nord du département de l'Ariège en région Occitanie. Sur le plan historique et culturel, la commune fait partie du Pédaguès, ancienne appellation remplacée au XXIe siècle par la dénomination géographique de Terrefort ariégeois, constitué des terreforts de Pamiers et de Saverdun, sur la rive gauche de l'Ariège.
Exposée à un climat océanique altéré, elle est drainée par la Dourne et par deux autres cours d'eau. La commune possède un patrimoine naturel remarquable composé d'une zone naturelle d'intérêt écologique, faunistique et floristique.
Castéras est une commune rurale qui compte 22 habitants en 2022, après avoir connu un pic de population de 171 habitants en 1851. Ses habitants sont appelés les Castérasiens ou Castérasiennes.

## Géographie

### Localisation
- 1Carte dynamique
- 2Carte OpenStreetMap
- 3Carte topographique
- 4Carte avec les communes environnantes

La commune de Castéras se trouve dans le département de l'Ariège, en région Occitanie.
Elle se situe à 25 km à vol d'oiseau de Foix, préfecture du département, à 26 km de Saint-Girons, sous-préfecture, et à 17 km de Lézat-sur-Lèze, bureau centralisateur du canton d'Arize-Lèze dont dépend la commune depuis 2015 pour les élections départementales.
La commune fait en outre partie du bassin de vie de Lézat-sur-Lèze.
Les communes les plus proches sont : 
Lanoux (2,4 km), Carla-Bayle (2,5 km), Artigat (3,3 km), Sabarat (3,4 km), Les Bordes-sur-Arize (3,6 km), Pailhès (4,6 km), Campagne-sur-Arize (5,0 km), Le Fossat (5,1 km).
Sur le plan historique et culturel, Castéras fait partie du Pédaguès, ou Podaguès, ancienne appellation remplacée au XXIe siècle par la dénomination géographique de Terrefort ariégeois, constitué des terreforts de Pamiers et de Saverdun, sur la rive gauche de l'Ariège.
Les communes limitrophes sont  Artigat, Carla-Bayle, Lanoux, Les Bordes-sur-Arize et Sabarat.
| Carla-Bayle          |          | Artigat |
|                      | Castéras |         |
| Les Bordes-sur-Arize | Sabarat  | Lanoux  |

Commune située dans le Piémont pyrénéen entre les vallées de la Lèze et de l’Arize, arrosée par la Dourne.

### Géologie et relief
La commune est située dans le Bassin aquitain, le deuxième plus grand bassin sédimentaire de la France après le Bassin parisien. Les terrains affleurants sur le territoire communal sont constitués de roches sédimentaires datant du Cénozoïque, l'ère géologique la plus récente sur l'échelle des temps géologiques, débutant il y a 66 millions d'années. La structure détaillée des couches affleurantes est décrite dans la feuille « n°1056 - Le Mas d'Azil » de la carte géologique harmonisée au 1/50 000ème du département de l'Ariège, et sa notice associée.
La superficie cadastrale de la commune publiée par l’Insee, qui sert de références dans toutes les statistiques, est de 1,84 km2,. La superficie géographique, issue de la BD Topo, composante du Référentiel à grande échelle produit par l'IGN, est la même.  L'altitude du territoire varie entre 308 m et 404 m.

### Hydrographie

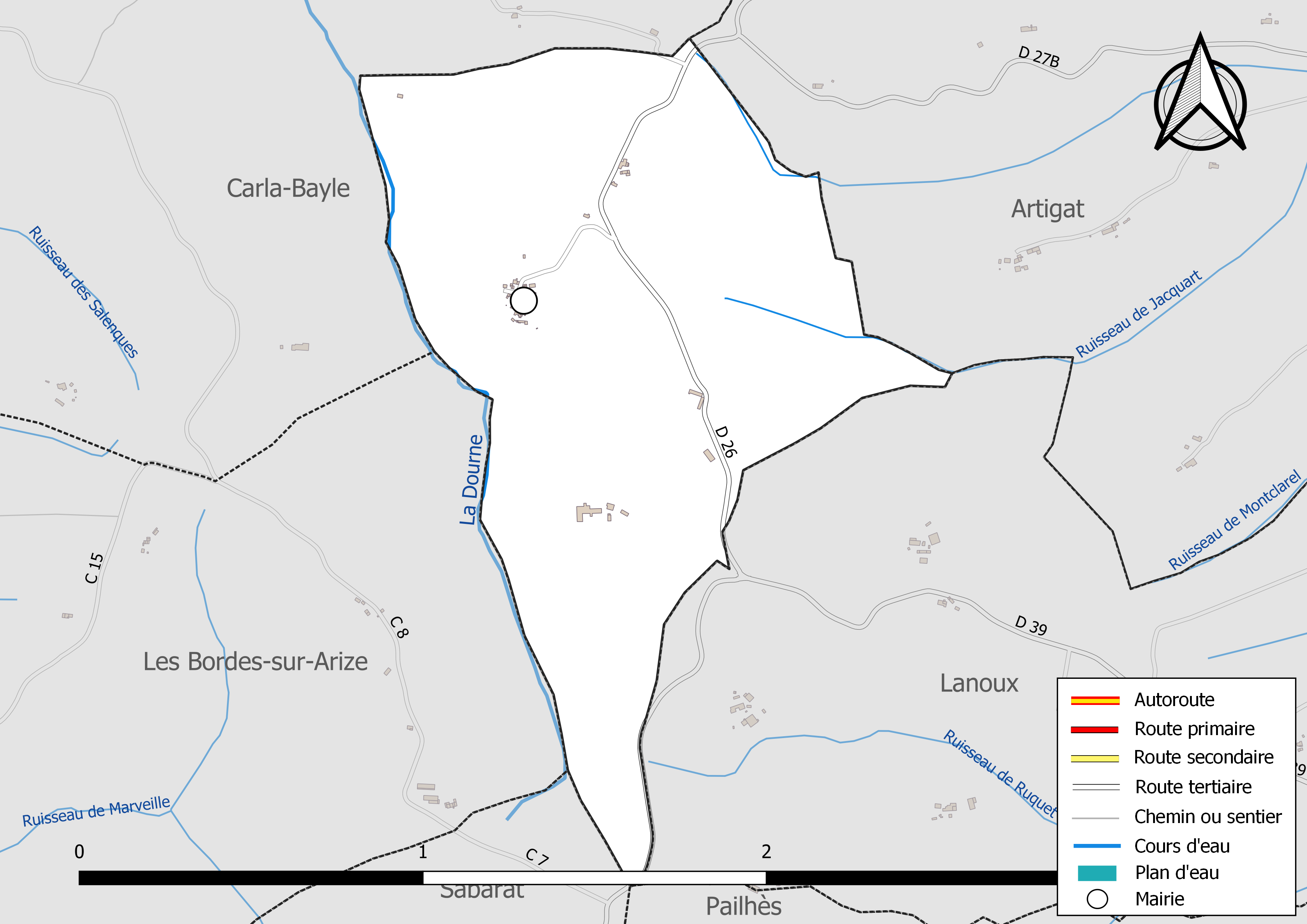
Réseaux hydrographique et routier de Castéras.

La commune est dans le bassin versant de la Garonne, au sein du bassin hydrographique Adour-Garonne. Elle est drainée par la Dourne, le ruisseau de Jacquart et par un petit cours d'eau, constituant un réseau hydrographique de 1 km de longueur totale,.
La Dourne, d'une longueur totale de 12,1 km, prend sa source dans la commune de Sabarat et s'écoule du sud vers le nord puis d'est en ouest. Elle traverse la commune et se jette dans l'Arize à Campagne-sur-Arize, après avoir traversé 5 communes.

### Climat
Pour des articles plus généraux, voir Climat de l'Occitanie et Climat de l'Ariège.
En 2010, le climat de la commune est de type climat océanique altéré, selon une étude s'appuyant sur une série de données couvrant la période 1971-2000. En 2020, Météo-France publie une typologie des climats de la France métropolitaine dans laquelle la commune est exposée à un climat de montagne et est dans la région climatique Pyrénées centrales, caractérisée par une pluviométrie annuelle de 1 000 à 1 200 mm.
Pour la période 1971-2000, la température annuelle moyenne est de 12,3 °C, avec une amplitude thermique annuelle de 15,1 °C. Le cumul annuel moyen de précipitations est de 895 mm, avec 9,5 jours de précipitations en janvier et 6,3 jours en juillet. Pour la période 1991-2020, la température moyenne annuelle observée sur la station météorologique la plus proche, située sur la commune de Saint-Ybars à 12 km à vol d'oiseau, est de 13,6 °C et le cumul annuel moyen de précipitations est de 796,5 mm,. Pour l'avenir, les paramètres climatiques de la commune estimés pour 2050 selon différents scénarios d'émission de gaz à effet de serre sont consultables sur un site dédié publié par Météo-France en novembre 2022.

### Milieux naturels et biodiversité

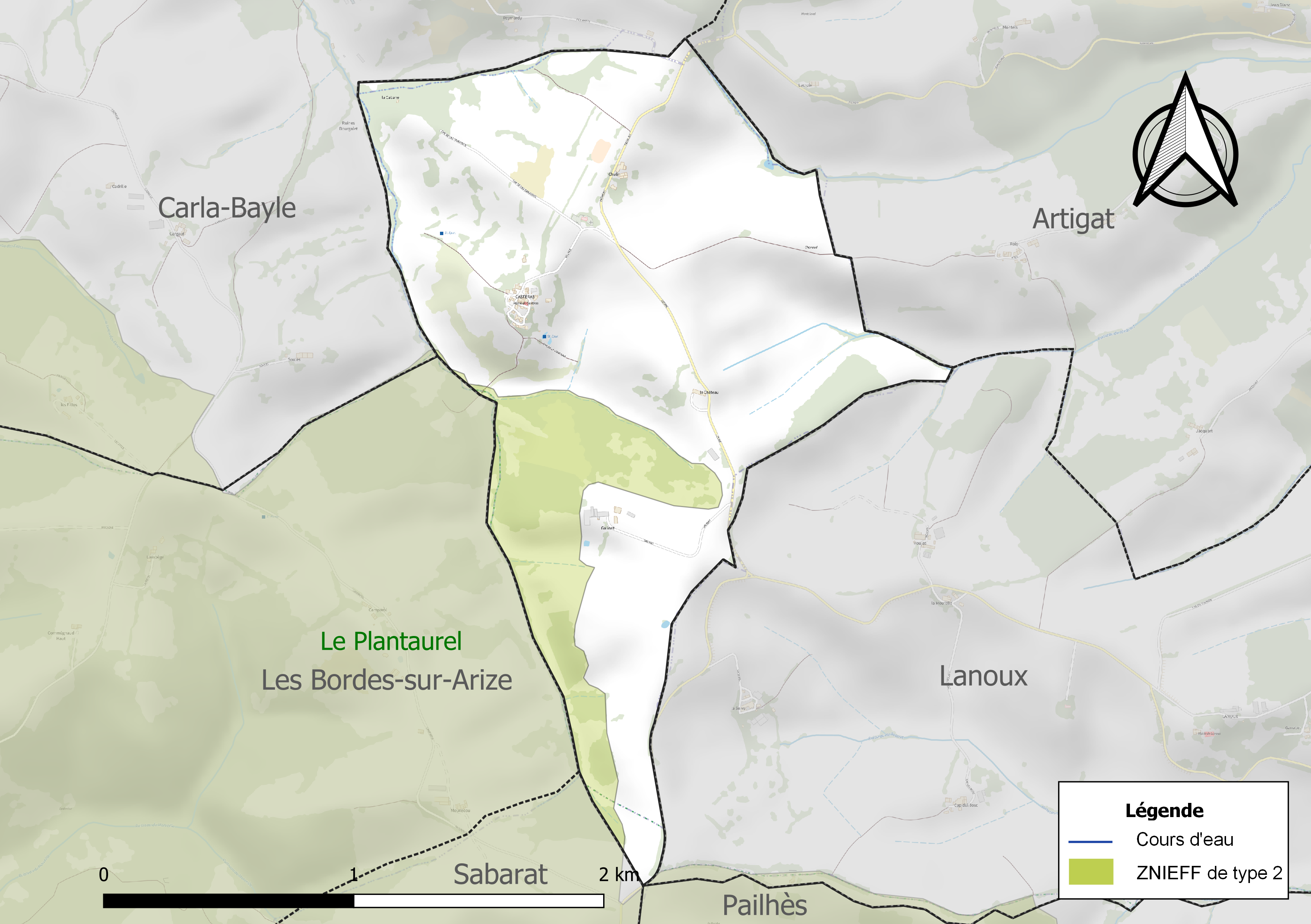
Carte de la ZNIEFF de type 2 localisée sur la commune.

L’inventaire des zones naturelles d'intérêt écologique, faunistique et floristique (ZNIEFF) a pour objectif de réaliser une couverture des zones les plus intéressantes sur le plan écologique, essentiellement dans la perspective d’améliorer la connaissance du patrimoine naturel national et de fournir aux différents décideurs un outil d’aide à la prise en compte de l’environnement dans l’aménagement du territoire.
Une ZNIEFF de type 2 est recensée sur la commune :
« le Plantaurel » (42 116 ha), couvrant 72 communes dont 68 dans l'Ariège, 2 dans l'Aude et 2 dans la Haute-Garonne.

## Urbanisme

### Typologie
Au 1er janvier 2024, Castéras est catégorisée commune rurale à habitat très dispersé, selon la nouvelle grille communale de densité à 7 niveaux définie par l'Insee en 2022.
Elle est située hors unité urbaine et hors attraction des villes,.

### Occupation des sols
L'occupation des sols de la commune, telle qu'elle ressort de la base de données européenne d’occupation biophysique des sols Corine Land Cover (CLC), est marquée par l'importance des territoires agricoles (89,9 % en 2018), une proportion identique à celle de 1990 (89,9 %). La répartition détaillée en 2018 est la suivante : 
terres arables (61,5 %), prairies (28,4 %), forêts (10,1 %). L'évolution de l’occupation des sols de la commune et de ses infrastructures peut être observée sur les différentes représentations cartographiques du territoire : la carte de Cassini (XVIIIe siècle), la carte d'état-major (1820-1866) et les cartes ou photos aériennes de l'IGN pour la période actuelle (1950 à aujourd'hui).

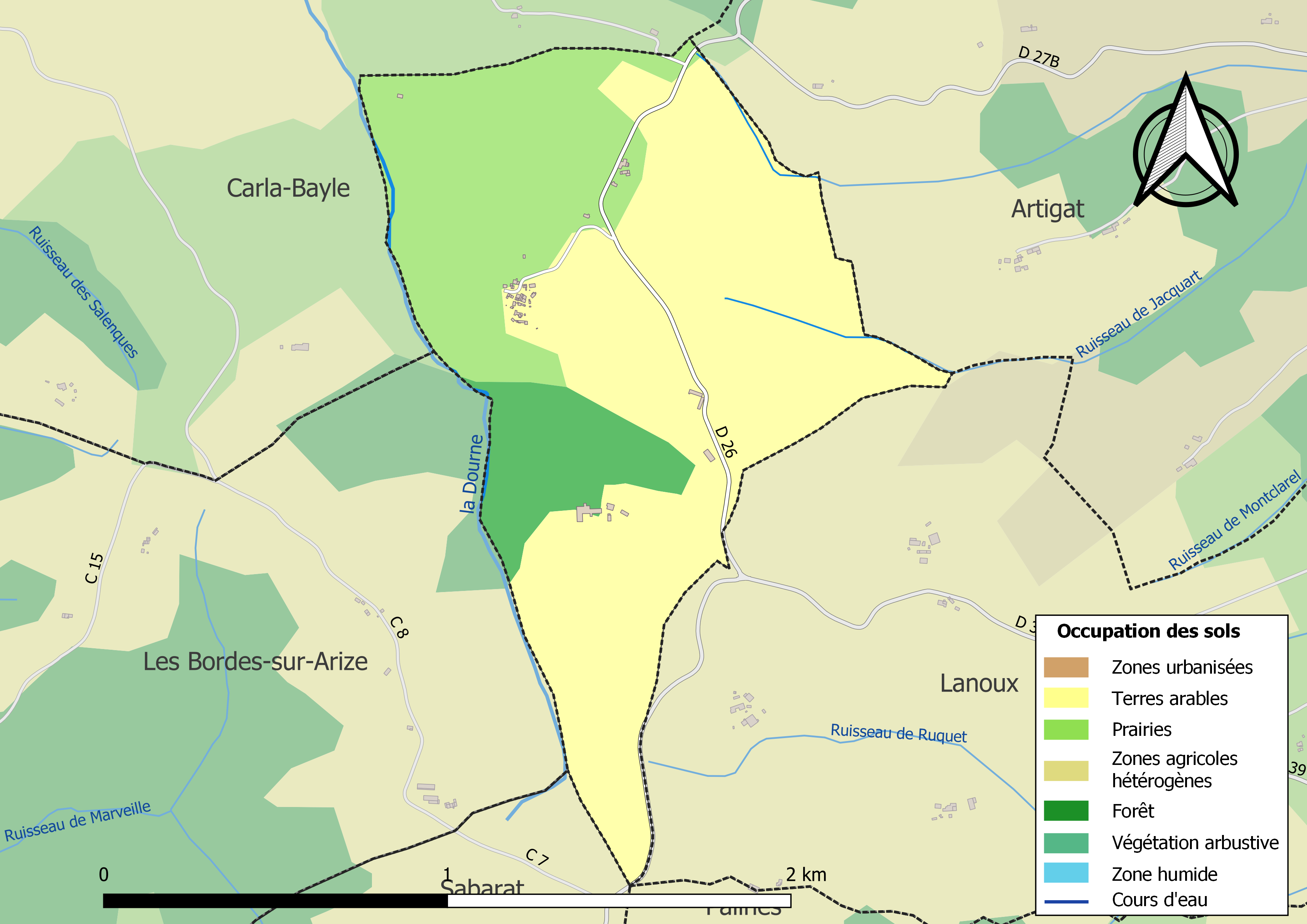
Carte des infrastructures et de l'occupation des sols de la commune en 2018 (CLC).

Castéras est une commune rurale,. Elle fait en effet partie des communes peu ou très peu denses, au sens de la grille communale de densité de l'Insee,.
La commune est en outre hors attraction des villes,.

### Habitat et logement
En 2018, le nombre total de logements dans la commune était de 21, alors qu'il était de 21 en 2013 et de 21 en 2008.
Parmi ces logements, 62,6 % étaient des résidences principales, 18,7 % des résidences secondaires et 18,7 % des logements vacants. Ces logements étaient pour 91,1 % d'entre eux des maisons individuelles et pour 0 % des appartements.
Le tableau ci-dessous présente la typologie des logements à Castéras en 2018 en comparaison avec celle de l'Ariège et de la France entière. Une caractéristique marquante du parc de logements est ainsi une proportion de résidences secondaires et logements occasionnels (18,7 %) inférieure à celle du département (24,6 %) mais supérieure à celle de la France entière (9,7 %). Concernant le statut d'occupation de ces logements, 64,3 % des habitants de la commune sont propriétaires de leur logement (53,3 % en 2013), contre 66,3 % pour l'Ariège et 57,5 % pour la France entière.
| Typologie                                               | Castéras | Ariège | France entière |
| ------------------------------------------------------- | -------- | ------ | -------------- |
| Résidences principales (en %)                           | 62,6     | 65,7   | 82,1           |
| Résidences secondaires et logements occasionnels (en %) | 18,7     | 24,6   | 9,7            |
| Logements vacants (en %)                                | 18,7     | 9,7    | 8,2            |

### Risques majeurs

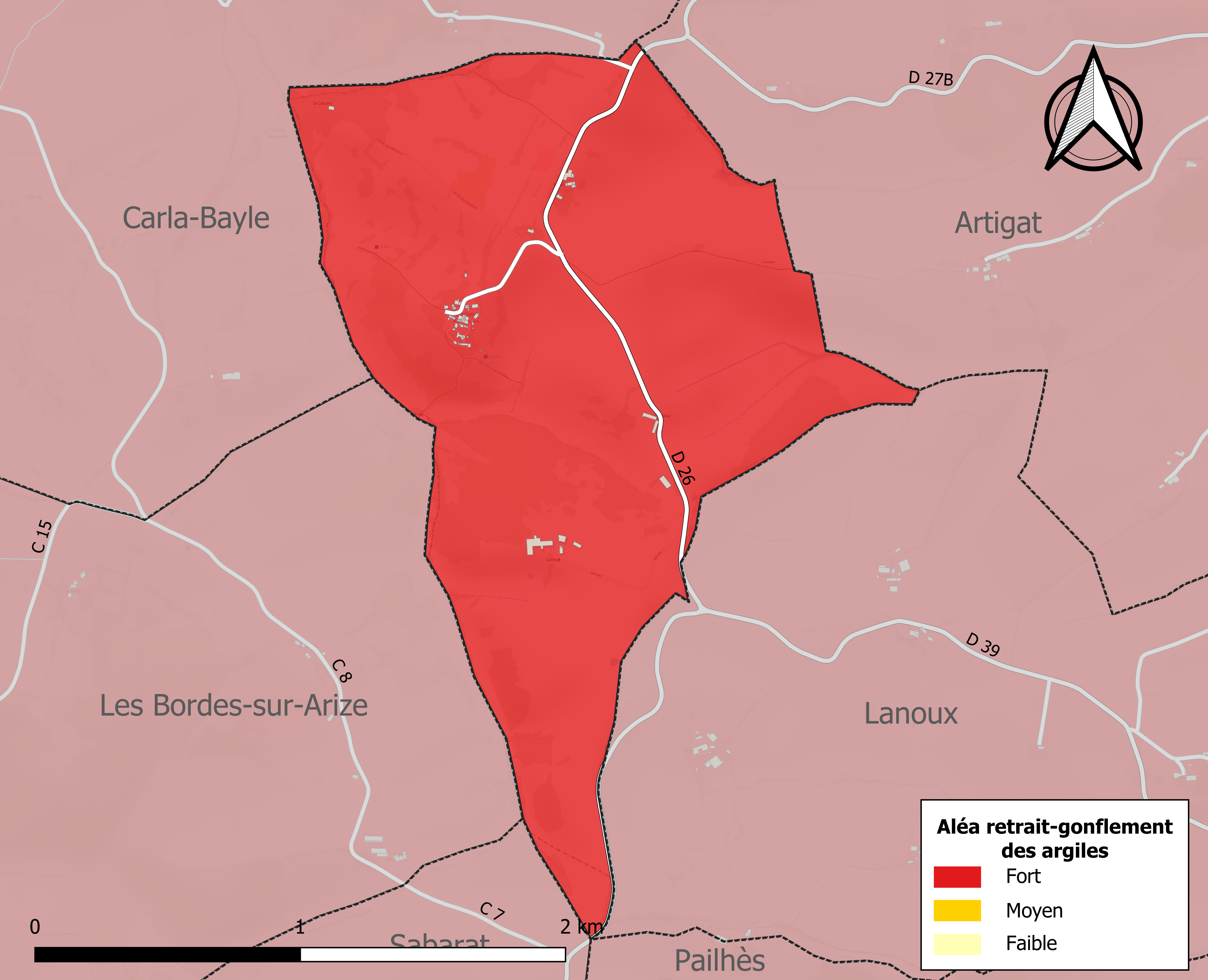
Zonage de l'aléa retrait-gonflement des argiles sur la commune de Castéras.

Le territoire de la commune de Castéras est vulnérable à différents aléas naturels : inondations, climatiques (grand froid ou canicule), mouvements de terrains et séisme (sismicité faible),.
Certaines parties du territoire communal sont susceptibles d’être affectées par le risque d’inondation par crue torrentielle d'un cours d'eau, ou ruissellement d'un versant.
Les mouvements de terrains susceptibles de se produire sur la commune sont soit des glissements de terrains soit des mouvements liés au retrait-gonflement des argiles. Près de 50 % de la superficie du département est concernée par l'aléa retrait-gonflement des argiles, dont la commune de Castéras. L'inventaire national des cavités souterraines permet par ailleurs de localiser celles situées sur la commune.

## Toponymie
Le nom semble issu de la famille de Castéras, originaire d’Espagne, qui s’y serait établi vers le XIIe siècle.

## Histoire
Castéras est une enclave languedocienne du milieu du XIIIe siècle jusqu’à la révolution. 
Bernard Amiel, dit le Jeune, rend hommage à Raymond VII le 22 février 1243 pour Castéras et aussi pour Alzen, Artigat, Bordes-sur-Arize, Cadarcet, Lanoux, Montels, Roquefixade, Sabarat.

## Politique et administration

### Découpage territorial
La commune de Castéras est membre de la Communauté de communes Arize Lèze, un établissement public de coopération intercommunale (EPCI) à fiscalité propre créé le 30 octobre 2016 dont le siège est à Le Fossat. Ce dernier est par ailleurs membre d'autres groupements intercommunaux.
Sur le plan administratif, elle est rattachée à l'arrondissement de Saint-Girons, au département de l'Ariège, en tant que circonscription administrative de l'État, et à la région Occitanie.
Sur le plan électoral, elle dépend du canton d'Arize-Lèze pour l'élection des conseillers départementaux, depuis le redécoupage cantonal de 2014 entré en vigueur en 2015, et de la deuxième circonscription de l'Ariège  pour les élections législatives, depuis le redécoupage électoral de 1986.

### Liste des maires
| Période                                  | Période  | Identité       | Étiquette | Qualité      |
| ---------------------------------------- | -------- | -------------- | --------- | ------------ |
| mars 2001                                | 2008     | Robert Pons    |           |              |
| mars 2008                                | 2014     | Claude Moreaud |           |              |
| mars 2014                                | En cours | Rosine Moreaud | SE        | Agricultrice |
| Les données manquantes sont à compléter. |          |                |           |              |

Lors du second tour de l'élection présidentielle de 2012, François Hollande a obtenu 100 % des suffrages exprimés de la commune (24 voix, 2 nuls).

## Démographie
| 1793 | 1800 | 1806 | 1821 | 1831 | 1836 | 1841 | 1846 | 1851 |
| ---- | ---- | ---- | ---- | ---- | ---- | ---- | ---- | ---- |
| 131  | 119  | 138  | 125  | 137  | 154  | 161  | 170  | 171  |

| 1856 | 1861 | 1866 | 1872 | 1876 | 1881 | 1886 | 1891 | 1896 |
| ---- | ---- | ---- | ---- | ---- | ---- | ---- | ---- | ---- |
| 165  | 168  | 169  | 160  | 162  | 124  | 124  | 101  | 102  |

| 1901 | 1906 | 1911 | 1921 | 1926 | 1931 | 1936 | 1946 | 1954 |
| ---- | ---- | ---- | ---- | ---- | ---- | ---- | ---- | ---- |
| 100  | 92   | 107  | 72   | 66   | 61   | 61   | 58   | 42   |

| 1962 | 1968 | 1975 | 1982 | 1990 | 1999 | 2006 | 2007 | 2012 |
| ---- | ---- | ---- | ---- | ---- | ---- | ---- | ---- | ---- |
| 41   | 37   | 35   | 28   | 22   | 30   | 31   | 31   | 31   |

| 2017 | 2022 | - | - | - | - | - | - | - |
| ---- | ---- | - | - | - | - | - | - | - |
| 24   | 22   | - | - | - | - | - | - | - |

## Économie

### Emploi
| Division       | 2008   | 2013   | 2018   |
| -------------- | ------ | ------ | ------ |
| Commune        | 17,6 % | 17,6 % | 8,3 %  |
| Département    | 8,9 %  | 11,1 % | 11,2 % |
| France entière | 8,3 %  | 10 %   | 10 %   |

En 2018, la population âgée de 15 à 64 ans s'élève à 12 personnes, parmi lesquelles on compte 100 % d'actifs (91,7 % ayant un emploi et 8,3 % de chômeurs) et 0 % d'inactifs,. En  2018, le taux de chômage communal (au sens du recensement) des 15-64 ans est inférieur à celui de la France et du département, alors qu'en 2008 la situation était inverse.
La commune est hors attraction des villes,. Elle compte 6 emplois en 2018, contre 3 en 2013 et 5 en 2008. Le nombre d'actifs ayant un emploi résidant dans la commune est de 11, soit un indicateur de concentration d'emploi de 55,8 % et un taux d'activité parmi les 15 ans ou plus de 54,5 %.
Sur ces 11 actifs de 15 ans ou plus ayant un emploi, 3 travaillent dans la commune, soit 27 % des habitants. Pour se rendre au travail, 81,8 % des habitants utilisent un véhicule personnel ou de fonction à quatre roues, 18,2 % s'y rendent en deux-roues, à vélo ou à pied.

### Activités hors agriculture
4 établissements sont implantés  à Castéras au 31 décembre 2019.
Le secteur des activités spécialisées, scientifiques et techniques et des activités de services administratifs et de soutien est prépondérant sur la commune puisqu'il représente 50 % du nombre total d'établissements de la commune (2 sur les 4 entreprises implantées  à Castéras), contre 13,2 % au niveau départemental.

### Agriculture
|                                   | 1988 | 2000 | 2010 |
| --------------------------------- | ---- | ---- | ---- |
| Exploitations                     | 4    | 2    | 2    |
| Superficie agricole utilisée (ha) | 190  | 140  | 127  |

La commune fait partie de la petite région agricole dénommée « Coteaux de l'Ariège ». En 2010, l'orientation technico-économique de l'agriculture  sur la commune est l'élevage de bovins, orientation lait. Deux exploitations agricoles ayant leur siège dans la commune sont dénombrées lors du recensement agricole de 2010 (quatre en 1988). La superficie agricole utilisée est de 127 ha.

## Culture locale et patrimoine

### Lieux et monuments
- Église Saint-Martin édifiée en 1867.

### Personnalités liées à la commune
- Véronique Chalot (1950-2021), chanteuse et musicienne folk, décédée sur la commune où elle résidait[48].

## Pour approfondir